# ایوون بونیش
ایوون بونیش (انگلیسی: Yvonne Bönisch؛ زادهٔ ۲۹ دسامبر ۱۹۸۰) جودوکار اهل آلمان بود.

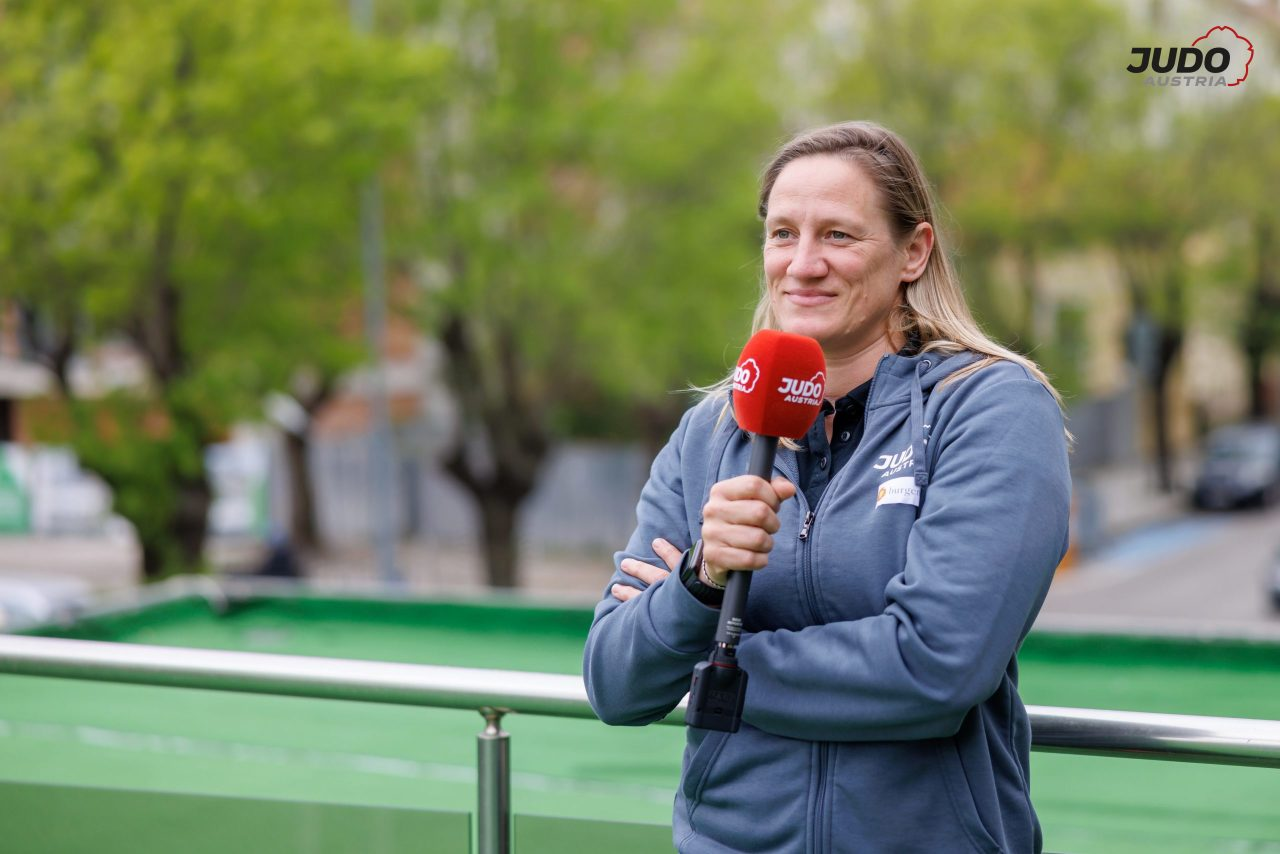
ایوون بونیش در سال ۲۰۲۲

وی همچنین برندهٔ جوایزی همچون برگ بوی نقره‌ای شده‌است.